# ارژون (تانک)
ارژون یک تانک اصلی میدان نبرد نسل سوم است که توسط سازمان تحقیقات و توسعه دفاعی هند (DRDO)، برای ارتش هند ساخته شده‌است. این تانک به نام ارژون، شخصیت اصلی، یک شاهزاده کماندار حماسه هندی نامگذاری شده‌است.
ارژون دارای یک اسلحه توپ ۱۲۰ میلی‌متری با مهمات بومی شده با استفاده از فشار مسلح می‌شود. این تانک همچنین دارای یک اسلحه کوکسیال ۷٫۶ میلی‌متری و یک مسلسل ۱۲٫۷ میلی‌متری NSVT است. این پیشرانه از یک موتور دیزلی چندگانه سوز MTU بهره می‌برد که ۱۴۰۰ اسب بخار قدرت دارد و دارای حداکثر سرعت ۶۷ کیلومتر در ساعت (۴۲ مایل در ساعت) است. ارژون یک خدمه چهار نفره دارد: فرمانده، توپچی، لودر و راننده. همچنین سیستم‌های کنترل آتش‌سوزی و سرکوب خودکار و حفاظت از NBC را نیز شامل می‌شوند. ادعا می‌شود که برجک تانک توسط زره‌های تازه توسعه یافته کنچان به صورت همه‌جانبه محافظت می‌شود که بسیار قویتر از زره سایر تانک‌های نسل سوم است.